# Citroën Rosalie
De Citroën Rosalie is een auto van de Franse autoproducent Citroën die tussen 1932 en 1938 werd gebouwd. De originele Rosalie was een lichtgewicht racevoertuig, dat meerdere successen boekte op het circuit van Linas-Monthléry. De Rosalie voor dagelijks gebruik werd gebouwd in drie hoofdvarianten met verschillende afmetingen en motoren, met fiscale vermogens van 8CV, 10CV en 15CV. De 15CV was een zescilindermotor, de andere twee waren viercilinders.
Bij hun introductie vervingen de grotere Rosalies de C4 en de C6 die sinds 1928 en 1929 op de markt waren. De grotere Rosalies, vooral de 15CV-modellen, waren verkrijgbaar met verschillende koetswerken en interieurs. Het uiterlijk van de Rosalie was opmerkelijk verbeterd ten opzichte van de C4 en de C6, maar vooral de productietechnologie bij Citroën was baanbrekend. André Citroën had in 1912 veel inspiratie opgedaan tijdens zijn bezoek aan de autofabriek van Henry Ford in Highland Park en in 1932 was Citroën in Europa nog altijd toonaangevend op het gebied van autoproductie per lopende band. De Rosalies waren concurrerend geprijsd en toch winstgevend.
In 1934 werden alle productielijnen van de Rosalie aangepast wegens een facelift  van de voorgrill. De versies van na deze aanpassing staan bekend als de NH-versies.

## 8CV
De 8CV was de kleinste variant van de Rosalie. Deze was uitgerust met een viercilinder motor van 1452 cc en achterwielaandrijving. Hij werd geschakeld door een drieversnellingsbak, en had trommelremmen op alle wielen. De auto was 4,27 meter lang en haalde een topsnelheid van 90 kilometer per uur.

## 10CV
De 10CV was het middelmaatje, met een viercilinder motor van 1767 cc. Citroën claimde dat de auto een snelheid van 100 kilometer per uur haalde. Met een lengte van 4,57 meter was deze auto langer dan de 8CV, en hij had tevens een krachtiger motor. In bijna elk ander technisch opzicht was de auto identiek aan de 8CV. Commercieel gezien was hij een groot succes. Hij was in veel meer uitvoeringen verkrijgbaar, waaronder de Rosalie 10CV Légère, een lichtere variant, die volgens de fabriek sneller was.

## 15CV
De 15CV was de grootste variant, voorzien van een zescilinder lijnmotor van 2650 cc. Wegens de lengte van deze motor moest de auto een grotere motorruimte hebben, waardoor dit model zelfs 4,72 meter lang was. Veel verschillende koetswerken en opties waren leverbaar, inclusief wederom een Légère. In plaats van lichtere onderdelen had deze echter een verkorte koets. Deze Légère-uitvoering had een topsnelheid van 120 kilometer per uur. Voor de Berline/Sedan versies was de topsnelheid 115 kilometer per uur.

## 7UA en 11UA
Kort nadat de eerste Traction Avants aan de Franse pers waren voorgesteld, werd bij Citroën besloten met de productie van de Rosalie te stoppen. Citroën had alle beschikbare krachten nodig voor de fabricage van de 7A. Hierdoor was er naast het nieuwe paradepaardje van André Citroën eigenlijk geen toekomst meer voor een automobiel met achterwielaandrijving. De productie van de Rosalie (serie B), met types 8CV, 10CV en 15CV werd stopgezet en in september 1934 liep de laatste Rosalie van de band. Wel werden de matrijzen bewaard, wat later een verstandige zet bleek te zijn.
Bij Citroën brak nu een geheel nieuwe periode aan; die van de voorwielaangedreven Traction Avant. Het eerste type kreeg echter te maken met verschillende kinderziektes. Het gevolg was dat in het najaar van 1934 het kortstondig succes van de Traction Avant werd gevolgd door veel problemen en dus klachten van eigenaren. In dezelfde periode werd Citroën geteisterd door ernstige financiële problemen. De eerste duizend Traction Avants van het type 7 kampten allemaal met vastlopende kruiskoppelingen van Jean-Albert Grégoire – die zich de uitvinder van de homokinetische kruiskoppeling noemde. De definitieve keuze viel ten slotte op de daarop gebaseerde maar verbeterde versie van de Britse licentienemer Birfield. Het uitstapje met Grégoire had André Citroën inmiddels een klein vermogen gekost. Dat gold ook voor het experiment met de volautomatische transmissie, waarmee de Traction volgens de ideeën van André Citroën zou moeten worden uitgevoerd. Het ontwikkelde systeem werkte niet, waarmee een fors kapitaal werd verspeeld. Toeleveranciers begonnen aan te dringen op betaling van hun uitstaande rekeningen. Op 21 december 1934 werd officieel het faillissement uitgesproken waarbij André Citroën zich na enige besprekingen genoodzaakt zag om zestig procent van zijn aandelenpakket aan Michelin als zijn grootste schuldeiser over te dragen. Na de overname van de fabriek door Michelin werd - om uiteindelijk het hoofd boven water te houden - besloten om naast de montagelijn van de Traction Avant de Rosalie weer in productie te nemen. Hiermee kon men tegelijkertijd inspelen op de meer conservatieve clientèle die een voorwielaangedreven auto te modern vond.
Het opnieuw in productie genomen type Rosalie was qua carrosserie voor een groot gedeelte gelijk aan de eerdere modellen. Naast het gebruik van de bestaande matrijzen werden ook verschillende modificaties doorgevoerd, waarbij de nieuwe motor van de Traction Avant een rol speelde. De nieuwe serie was veel minder uitgebreid dan voorheen. Feitelijk werden alleen nog maar de goedkopere uitvoeringen van de berline, limousine, commerciale of familiale geproduceerd. Het kleinere type met vier zijramen (7UA) was verkrijgbaar met de 9CV 1.628 cc motor van de 7C, terwijl het grotere type met zes zijramen (11UA) werd geleverd met de 1.911 cc krachtbron van de 11CV. Beide motoren zijn in vergelijking met hun plaats onder de motorkap van de Traction 180 graden gedraaid, vandaar de naam "MI" (Moteur Inversé, "omgekeerde motor").
Naast de versie met de benzinemotor genoot de familiale met een 1.767 cc dieselmotor, die vanaf 1936 leverbaar was, behoorlijke belangstelling in Nederland en in iets mindere mate in Engeland. Dit was de eerste Franse personenauto die in serie met een dieselmotor werd geproduceerd De dieseluitvoering genoot vooral als taxi in Nederland een zekere populariteit. Al voor de introductie van de Traction Avant vormde in verschillende steden de Rosalie als taxi een vertrouwd beeld. Deze traditie werd met de types 7- en 11UA voortgezet. Na de Tweede Wereldoorlog bleven vele 7- en 11UA’s ten gevolge van materieelschaarste als taxi in dienst tot aan het begin van de jaren vijftig.
Onder de druk van verschillende partijen vocht Citroën tegen het onvermijdelijke faillissement, waardoor de 7UA en 11UA al lang voor hun productie in de catalogus waren opgenomen. De 7- en de 11UA kwamen voor het eerst voor in de prijslijsten van 1 oktober 1934. Michelin zou als nieuwe eigenaar deze wagens pas drie maanden na hun presentatie produceren. Omdat de typegoedkeuring op 21 november 1934 werd afgegeven, liepen de eerste exemplaren pas in januari 1935 van de montagelijn. In maart 1935 bood de nieuwe prijslijst ook de eerder genoemde commerciale en familiale aan. Gedurende de vier jaar van productie zijn slechts zo’n 14.700 wagens van het type UA geproduceerd, in tegenstelling tot ongeveer 150.000 Tractions in dezelfde periode. De productie van de UA met benzinemotor stopte definitief in 1938. Volgens de catalogus bleef de dieselvariant tot 1940 leverbaar.